# 82-й козачий ескадрон
82-й козачий ескадрон (рос. 82-й казачий эскадрон) — військовий підрозділ Вермахту періоду Другої світової війни, що складався з козаків.

## Історія
На теренах України в ході Харківської операції у травні-червні 1942 року 40-й моторизований корпус Лео фон Швепенбурга 2-ї танкової армії групи армій «Центр» взяв понад 200.000 полонених, для контролю яких забракло військових. З полонених виділили бажаючих козаків, яких озброїли карабінами, дали коней і призначили для охорони решти полонених. З них у липні переважно з кубанських козаків при штабі 40-го танкового корпусу сформували ескадрон з 340 бійців під командуванням офіцера Червоної армії підосаула Михайла Загороднього. Підрозділ перекинули на Кубань, де проходила лінія фронту. Разом з козачим полком «Юнгшульц» вони переважно виконували функції розвідки. Чисельність загону Загороднього зросла до двох ескадронів. У жовтні-листопаді 1942 ескадрони брали активну участь у бойових діях. Під час відступу частин Вермахту з Кавказу козаки прикривали 40-й танковий корпус. При переправі через Дон вони попали в оточення і при прориві понесли значні втрати. З вцілілих козаків сформували один ескадрон. Восени 1943 у ескадроні створили взвод кулеметників і він відзначився у боях біля Нікополю, де захопили значні трофеї. Надалі ескадрон брав участь в боях біля Кіровограду (тепер Кропивницький), на Дністрі, після чого його відвели до Молдавії для боротьби з партизанами. Влітку 1944 ескадрон перевели до Франції і застосували проти союзних військ, що висадились у Нормандії. Біля Сен-Ло 82-й козачий ескадрон потрапив в оточення разом з німецькими підрозділами і був знищений при танковій атаці американців.